# Jarmila Klimešová
Jarmila Klimešová (ur. 9 lutego 1981 w Šumperku) – czeska lekkoatletka specjalizująca się w rzucie oszczepem.
Mistrzyni świata juniorów z 2000 roku. W roku 2003 zdobyła złoty krążek młodzieżowych mistrzostw Europy. Uczestniczka mistrzostw świata w 2003 roku, mistrzostw Europy w 2006 oraz mistrzostw Europy w 2010. Trzy razy – bez sukcesów – startowała w igrzyskach olimpijskich – Ateny 2004, Pekin 2008 i Londyn 2012. Uczestniczka mistrzostw Europy w Amsterdamie (2016), w których odpadła po eliminacjach konkursu oszczepniczek. Rekord życiowy: 62,60 (24 czerwca 2006, Praga)